# Саксен-Веймар
Герцогство Саксен-Веймар (нем. Herzogtum Sachsen-Weimar) — государство (герцогство) в составе Священной Римской империи, одно из эрнестинских герцогств.
Столица великого герцогства Саксен-Веймарского, и в конце XVIII и начале XIX столетия центр классической немецкой литературы — Веймар.

## История

### Лейпцигский раздел
В конце XV века большая часть современной Тюрингии входила в состав курфюршества Саксония. В 1485 году в соответствии с договором в Лейпциге веттинские земли были разделены между курфюрстом Саксонии Эрнстом и его младшим братом Альбрехтом. Саксонское курфюршество и западные земли в Тюрингии отошли Эрнсту.
В 1547 году внук Эрнста — Иоганн Фридрих Великодушный — лишился курфюршества в соответствии с условиями Виттенбергской капитуляции. После заключения в 1552 году Пассауского договора он был прощён и ему были возвращены земли в Тюрингии. После его смерти 1554 году титул «курфюрст Саксонии» унаследовал его сын Иоганн Фридрих II Средний, живший в Готе. Однако попытка последнего восстановить единство курфюршества провалилась: он присоединился к восстанию Вильгельма Грумбаха, но был схвачен императором Максимилианом II и приговорён к пожизненному заключению.

### Эрфуртский раздел
Иоганну Фридриху II Среднему наследовал его младший брат Иоганн Вильгельм. Из-за связей с французским королём Карлом IX он тоже быстро впал в немилость у императора и в 1572 году принуждён к разделу своих земель: имперская комиссия в Эрфурте отделила южную и западную части его земель (с Кобургом и Айзенахом) в пользу детей заключённого Иоганна Фридриха II Среднего — Иоганна Казимира и Иоганна Эрнста. Самому Иоганну Вильгельму осталась часть герцогства с центром в Веймаре.
Обозлённый случившимися потерями, Иоганн Вильгельм умер в 1573 году. Саксен-Веймар унаследовал его сын Фридрих Вильгельм I. После его смерти в 1602 году Саксен-Веймар получил младший брат Иоганна-Вильгельма Иоганн III, однако при этом часть герцогства с Альтенбургом была выделена сыну Фридриха-Вильгельма I — Иоганну Филиппу.

### Тридцатилетняя война
Иоганну III наследовал его сын Иоганн Эрнст. В начале Тридцатилетней войны он поддержал лидера протестантов Фердинанда V, однако после поражения последнего в битве на Белой горе был лишён титула, и регентом герцогства стал его младший брат Вильгельм, унаследовавший герцогство после смерти брата в 1626 году.
В 1631 году, во время 30-тилетней гражданской войны был осаждён Густавом-Адольфом центр аббатства Вюрцбург, и после его победы Вюрцбургское епископство и город Бамберг перешли во владение герцога саксен-веймарского, но в 1634 году они были возвращены католическим епископам.
Поначалу Вильгельм также поддерживал борьбу протестантов, однако после гибели шведского короля Густава II Адольфа и подписания в 1635 году Пражского мира предпочёл, как и его родственники из Альбертинской ветви, пойти на компромисс с императором — в отличие от младшего брата Бернхарда, который поступил на службу к французам.
В 1638 году, когда со смертью Иогана Эрнста пресеклись Саксен-Эйзенахская и Саксен-Кобургская ветви Эрнестинов, Вильгельм унаследовал большую часть их владений. В 1640 году ему пришлось воссоздать герцогства Саксен-Гота и Саксен-Эйзенах для своих младших братьев Эрнста I и Альбрехта, однако после смерти Альбрехта в 1644 году герцогство Саксен-Эйзенах вновь воссоединилось с Саксен-Веймар.
Следующее перераспределение эрнестинских земель произошло в 1672 году, когда Фридрих Вильгельм III Саксен-Альтенбургский — потомок Иоганна-Филиппа — умер, не оставив наследников, и его кузен Иоганн Эрнст II Саксен-Веймарский унаследовал часть его герцогства, отошедшую от Саксен-Веймара в 1602 году. Иоган-Эрнст II немедленно разделил увеличившиеся земли Саксен-Веймара со своими младшими братьями — Иоганном-Георгом и Бернгардом, которым достались Саксен-Эйзенах и Саксен-Йена. Когда сын Бернгарда Иоганн Вильгельм умер в 1690 году в возрасте 15 лет, герцогство Саксен-Йена было разделено между Саксен-Веймаром и Саксен-Эйзенахом.

### Веймарский классицизм

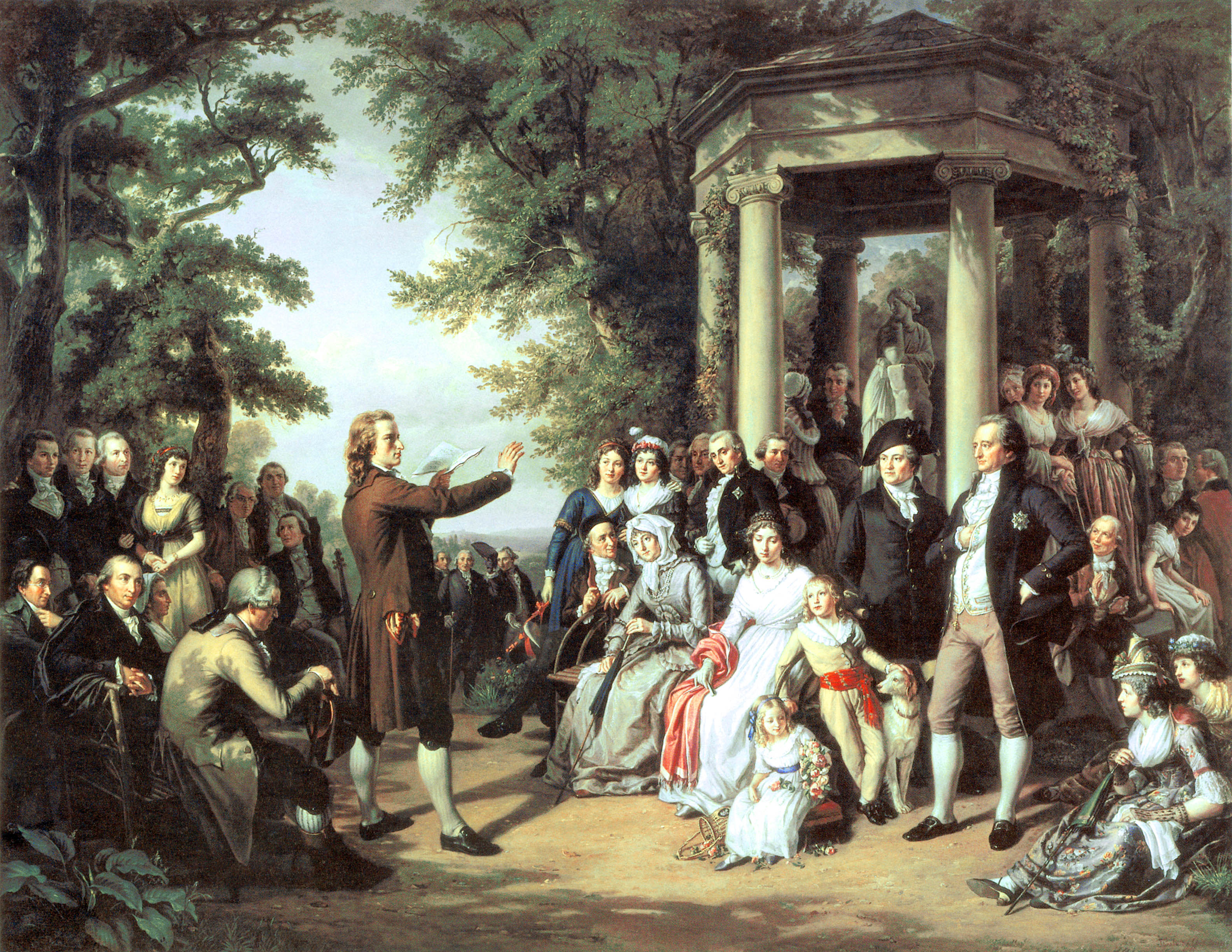
«Веймарский дом муз». Дворец Анны Амалии: Шиллер читает, среди слушающих — Гёте, Виланд и Гердер

Когда в 1741 году скончался Вильгельм Генрих (потомок Иоганна-Георга), то Эрнст Август I унаследовал герцогство Саксен-Эйзенах, и стал править двумя герцогствами в рамках личной унии, введя систему примогенитуры. В 1748 году герцогство унаследовал его сын Эрнст Август II, а когда он умер в 1758 году, то императрица Мария Терезия назначила молодую вдову Анну Амалию Брауншвейгскую регентом при малолетнем Карле Августе.
Регентство энергичной Анны Амалии и правление Карла Августа, приютивших Кристофа Мартина Виланда, стало высшей точкой истории Саксен-Веймара. Будучи покровителями литературы и искусства, эти правители привлекли к своему двору ведущих представителей немецкой культуры, включая Иоганна Вольфганга фон Гёте, Фридриха Шиллера и Иоганна Готфрида Гердера, в результате чего Веймар стал важным культурным центром эпохи, известной как «веймарский классицизм».
В 1804 году Карл Август ввязался в европейскую политику, женив своего сына и наследника Карла Фридриха на великой княжне Марии Павловне — сестре российского императора Александра I. Затем он присоединился к Пруссии, вступив в войну с Наполеоном, и после поражения в Йена-Ауэрштедском сражении был принуждён к вступлению в 1806 году в созданный Наполеоном Рейнский союз. В 1809 году герцогства Саксен-Веймар и Саксен-Эйзенах были формально объединены в герцогство Саксен-Веймар-Эйзенах.

## Правители
- Иоганн-Вильгельм (1554—1573)
- Фридрих-Вильгельм I (1573—1602), сын Иоганна-Вильгельма
  - Иоганн III (1602—1605), брат Иоганна-Вильгельма
- Иоганн-Эрнст (1605—1620), сын Иоганна
  - Вильгельм (1620—1662), брат Иоганна-Эрнста
- Иоганн-Эрнст II (1662—1683), сын Вильгельма
- Вильгельм-Эрнст (1683—1728), сын Иоганна-Эрнста II
- Иоганн-Эрнст III (1683—1707), сын Иоганна-Эрнста II
- Эрнст-Август I (1707—1748), сын Иоганна-Эрнста III
- Эрнст-Август II (1748—1758), сын Эрнста-Августа I
- Карл Август (1758—1809), сын Эрнста-Августа II